# Owczarnia (budynek)
Owczarnia – budynek inwentarski, wolno stojący, używany jako pomieszczenie wolnostanowiskowe dla owiec. Owczarnie przeważnie są obiektami murowanymi. Tradycyjnie owczarnia służyła jako miejsce całodobowego pobytu owiec tylko w zimie, w pozostałych porach roku wykorzystywana była jako miejsce nocnego wypoczynku zwierząt. Obecnie, zwłaszcza w wyspecjalizowanych gospodarstwach rolnych, często w budynkach tych owce przebywają przez cały rok.

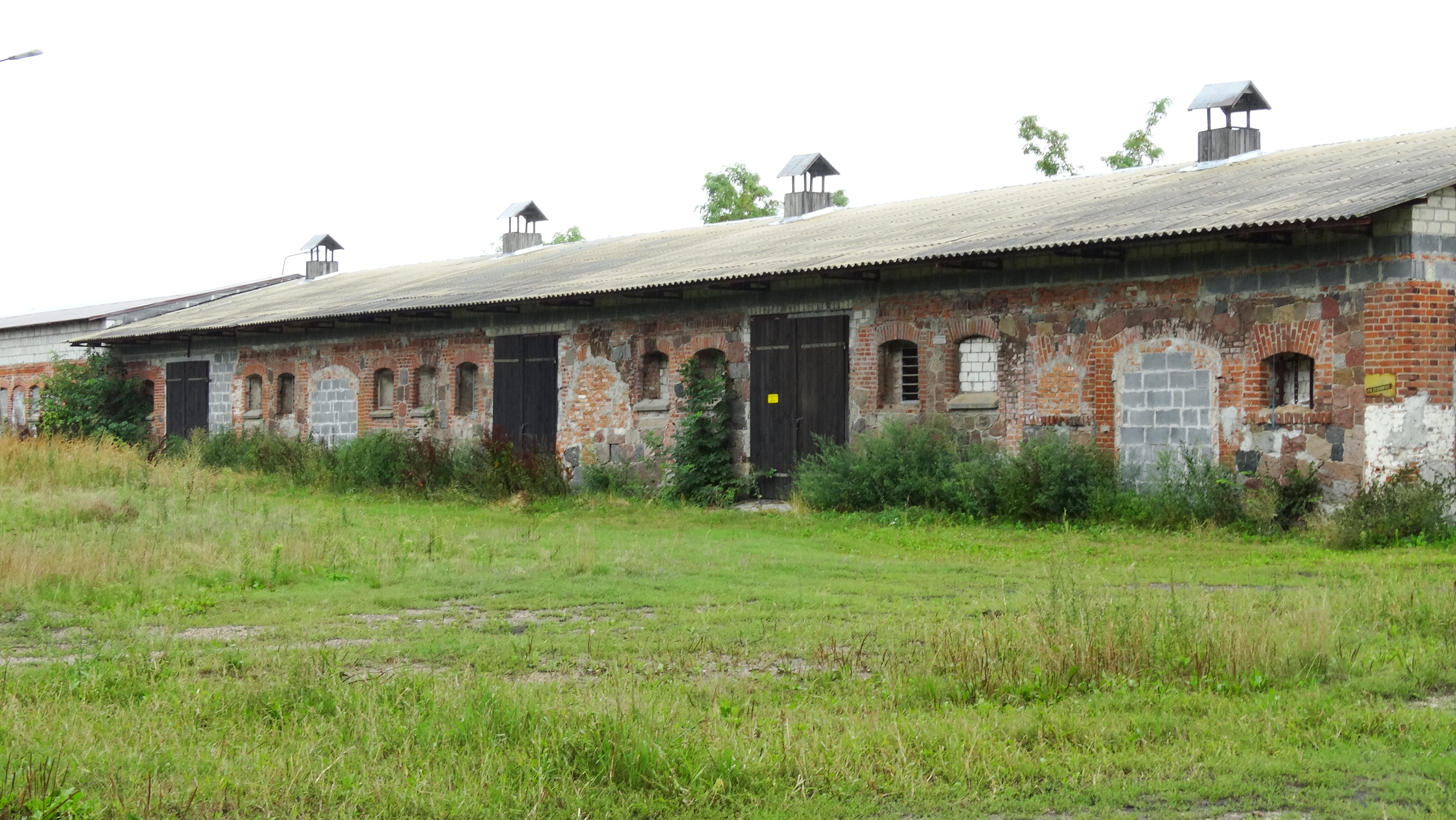
Zabytkowa owczarnia z pocz. XX w Kaczkówku

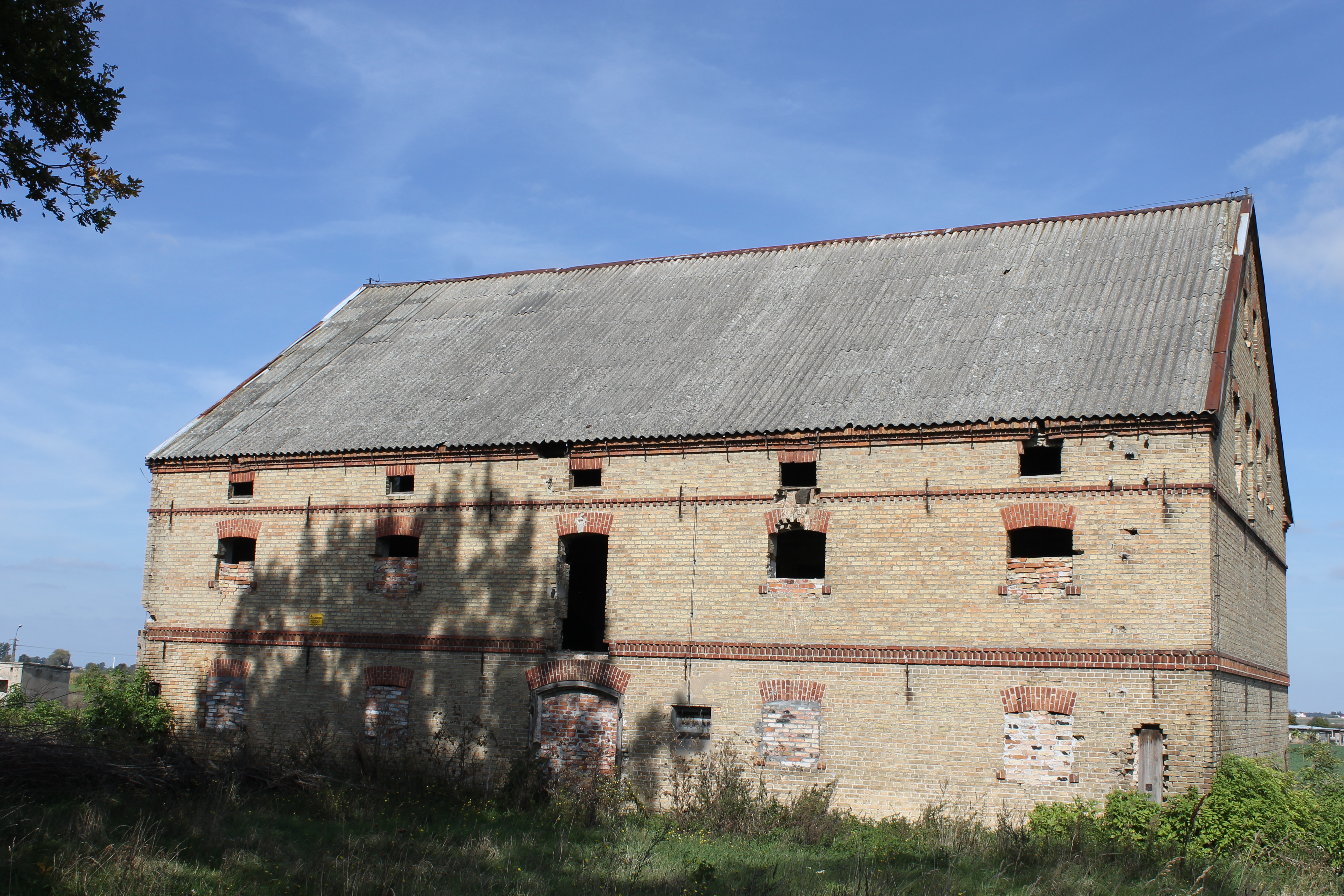
Zabytkowa owczarnia z 2 poł. XIX w. w Dobosławicach

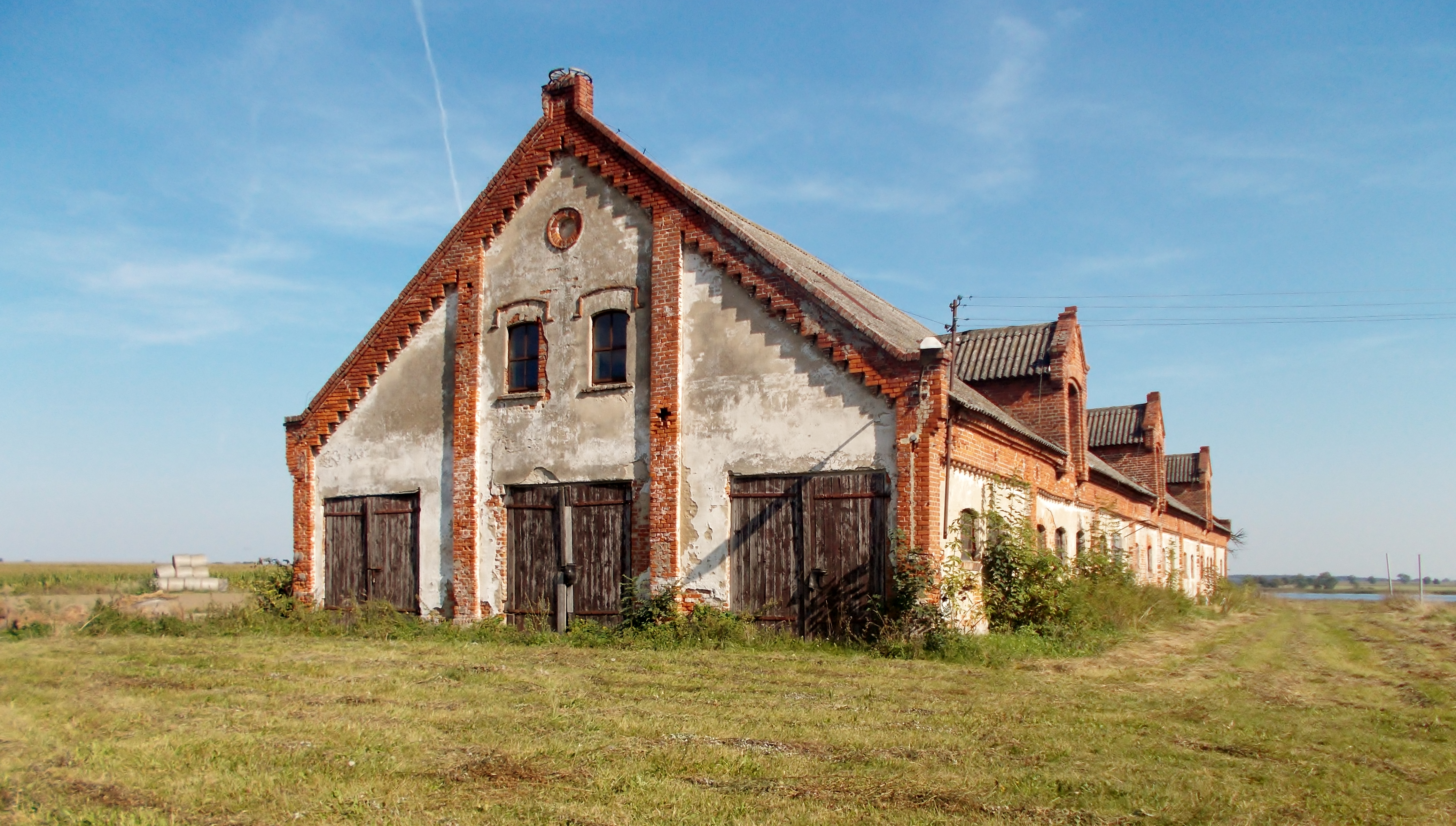
Zabytkowa owczarnia z 2 poł. XIX w.w Komorowie

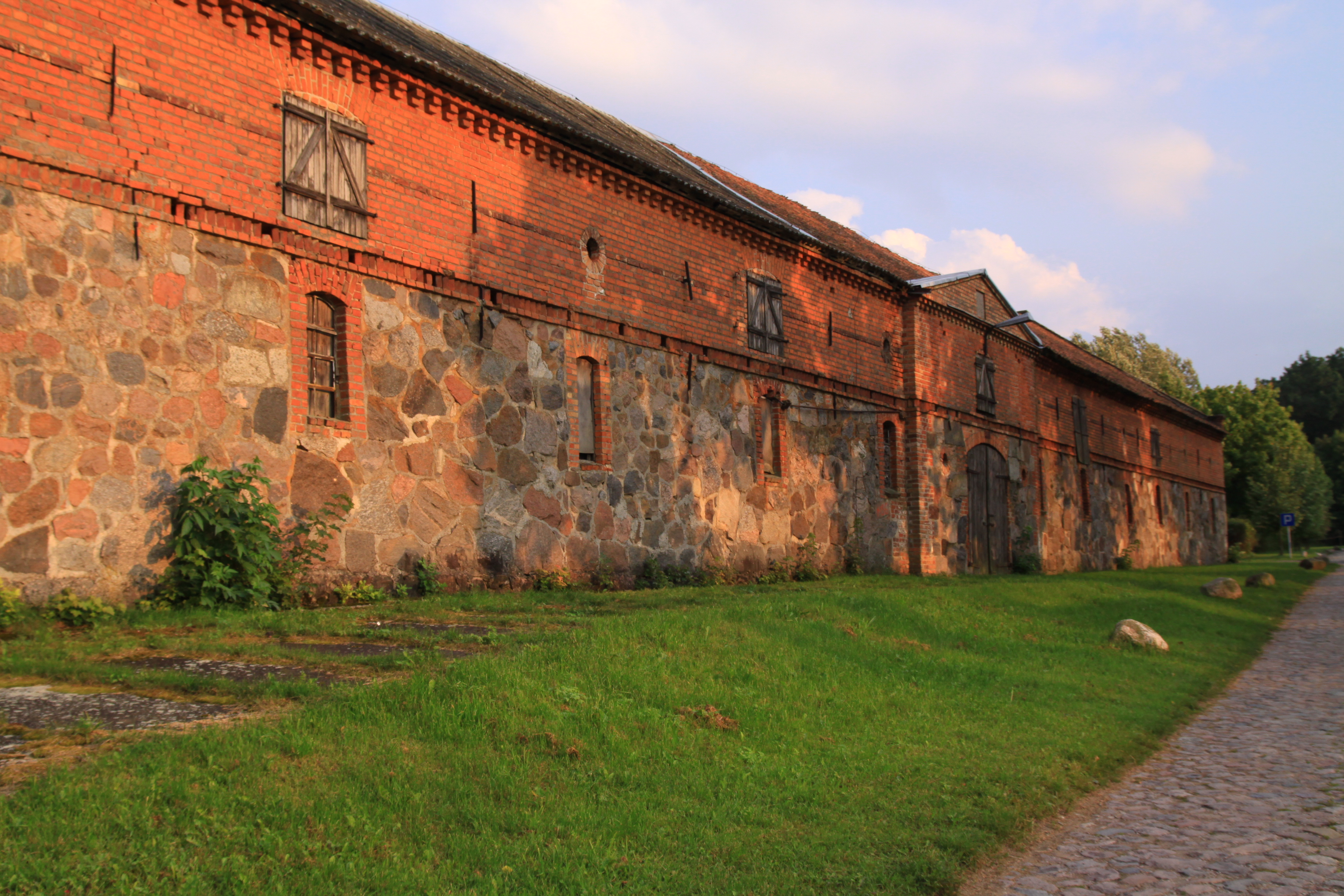
Zabytkowa owczarnia folwarczna z 2 poł. XIX w. w Nakomiadach

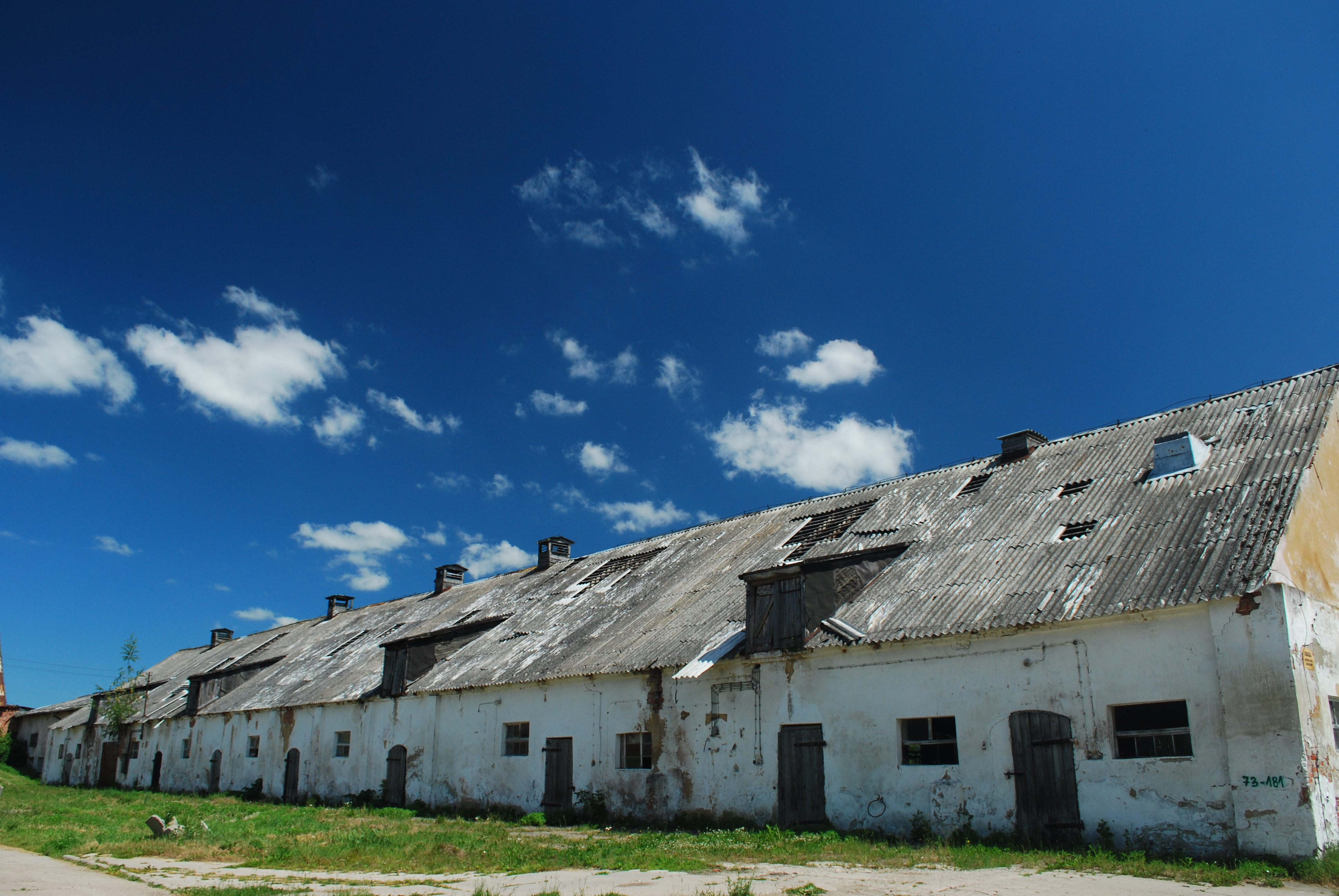
Zabytkowa owczarnia z XIX w. Waplewie Wielkim

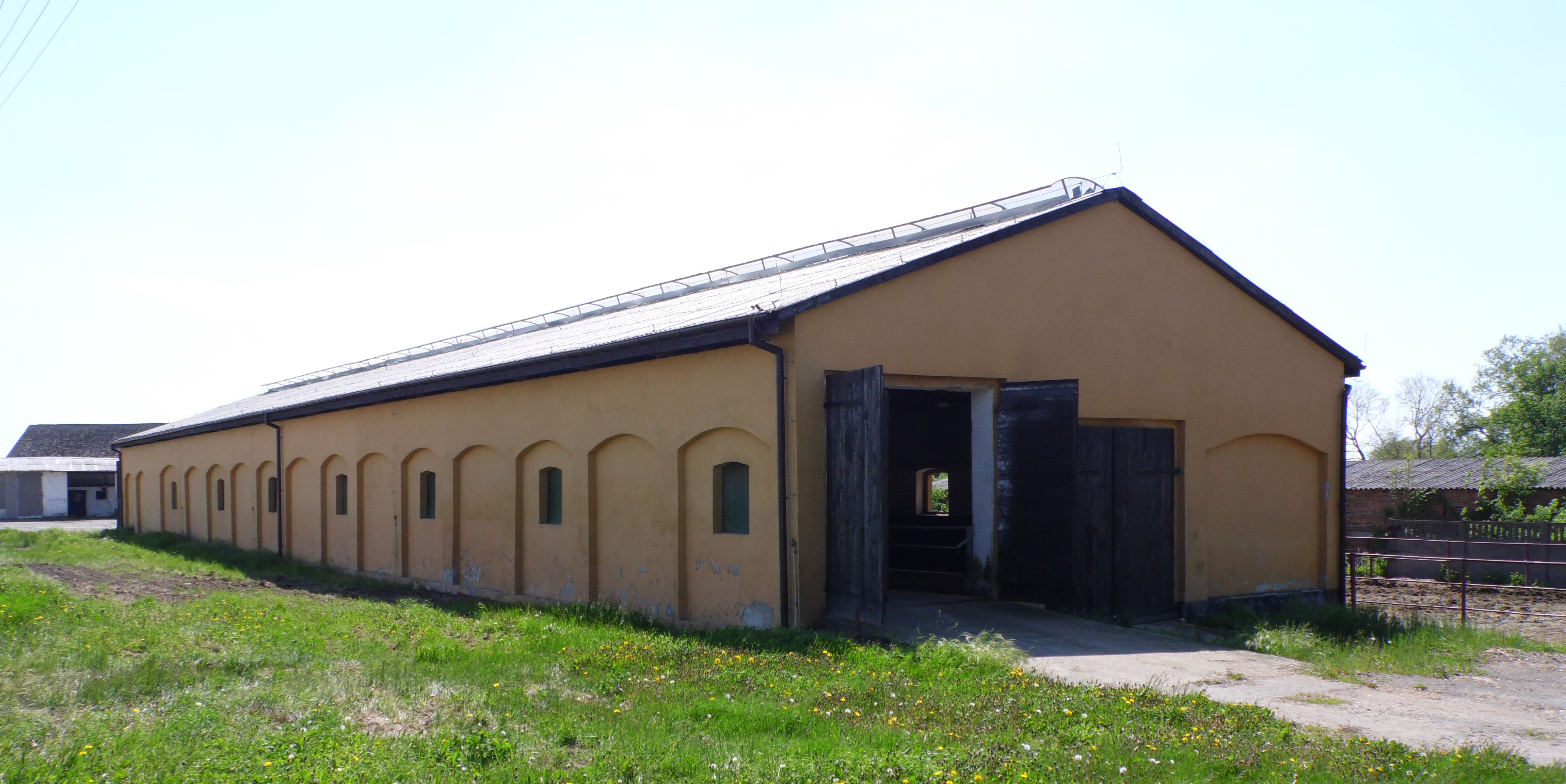
Zabytkowa owczarnia z 1910 r. w Luboni nr.rej. 1479/A

Niekiedy określenie owczarnia stosuje się do całości zabudowań gospodarczych związanych z hodowlą owiec. W takim przypadku obejmuje też przyległe budynki i pomieszczenia.
W typowej owczarni znajdowało się kilkadziesiąt owiec, jedynie w bardzo bogatych gospodarstwach chłopskich oraz w oborach należących do dworu (po wojnie do PGR-u) przebywało od kilkudziesięciu do kilkuset owiec. W dużych owczarniach wnętrze podzielone było na boksy dla poszczególnych osobników lub ich grup. Podłoga owczarni wyścielana była słomą, która wraz z odchodami zwierząt stanowiła cenny nawóz organiczny, nazywany od miejsca powstawania obornikiem.

## Rodzaje owczarń wolnostanowiskowych
Rodzaje owczarń w których owce przemieszczają się wewnątrz owczarni w sposób mniej lub bardziej swobodny:
- owczarnie stropowe
- owczarnie ze stropodachem
- owczarnie ściółkowo-rusztowe
- owczarnie rusztowe
- szopy pastwiskowe

Nowoczesne owczarnie przeznaczone dla dużych ilości zwierząt są w pełni zautomatyzowane; podawanie paszy i wody, usuwanie odchodów oraz dojenie wykonywane są przez urządzenia sterowane komputerowo.
- Nowoczesne owczarnie posiadają pomieszczenia[2].

1. ) owczarnia - pomieszczenie dla owiec dorosłych z bezpośrednim dostępem do wybiegów.
2. ) dla wykotów
3. ) wychowalnia - w którym przebywają owce matki z jagniętami.
4. ) tuczarnia - do składowania pasz i przygotowywania ich do skarmiania
5. ) dla tryków i młodych tryczków
6. ) do inseminacji
7. ) dojarnia
8. ) do strzyży
9. ) budynki pastwiskowe - budynek inwentarski wolno stojący przeznaczony dla owiec przebywających w okresie żywienia letniego na pastwiskach przez całą dobę, budynek pastwiskowy może być szopą zamkniętą lub otwartą o trzech ścianach, szopa zamknięta służąca jako schronienie dla owiec podczas letnich wypasów w górach.

Nowoczesny budynek owczarski powinien charakteryzować się:
- zgodnością z ustawodawstwem polskim i unijnym, a także z przepisami eksportowymi innych krajów, kupujących wyroby naszej produkcji zwierzęcej;
- odpowiednimi, określonymi normami, warunkami zootechnicznymi dla danej kategorii zwierząt;
- zastosowaniem proekologicznych technologii utrzymania zwierząt;
- funkcjonalnością i niezawodnością rozwiązań konstrukcyjnych oraz wyposażenia;
- oszczędnym i efektywnym zużyciem energii;
- minimalnymi nakładami pracy w bieżącej obsłudze zwierząt;
- bezpiecznymi i ergonomicznymi warunkami dla personelu;
- krótkim czasem amortyzacji;
- możliwością wykorzystania energii z surowców powstających w procesie produkcji;
- możliwością przeznaczenia obiektu na cele pozarolnicze.

## Inne
Owczarnia jako miejsce chowu owiec była znana już w średniowieczu; od niej pochodzi wiele nazw miejscowości służebnych (np. Owczary, Owczarnia).